# قائمة قنوات يوتيوب الناطقة بالعربية الأكثر متابعة
هذه قائمة قنوات يوتيوب الأكثر متابعة. محتوى القناة يجب أن يكون أساساً باللغة العربية أو إحدى لهجاتها ولا يهم لو كان صاحب القناة مقيما في دولة غير عربية أو أنه غير عربي أو أن الفيديوهات تعتمد على الدبلجة. تبرز القائمة أن قناة يوتيوب shfa (بالعربية شفا) هي الأكثرة إشتراكا بأكثر من 30 مليون متابع.

## قائمة قنوات يوتيوب الأكثر متابعه
| الترتيب                                         | اسم القناة (حسب الصفحة الرسمية)                 | المتابعين                                       | الشبكة                                          | معلومات وملاحظات                                | تصنيف المحتوى                                   |
| اعتبارَ من 5 فبراير 2023 بالتوقيت العالمي المنسق | اعتبارَ من 5 فبراير 2023 بالتوقيت العالمي المنسق | اعتبارَ من 5 فبراير 2023 بالتوقيت العالمي المنسق | اعتبارَ من 5 فبراير 2023 بالتوقيت العالمي المنسق | اعتبارَ من 5 فبراير 2023 بالتوقيت العالمي المنسق | اعتبارَ من 5 فبراير 2023 بالتوقيت العالمي المنسق |
| ----------------------------------------------- | ----------------------------------------------- | ----------------------------------------------- | ----------------------------------------------- | ----------------------------------------------- | ----------------------------------------------- |
| 1                                               | shfa2 - شفا                                     | 37,600,000                                      | لا يوجد                                         | إمتداد لقناة يوتيوب shfa                        | ترفيه                                           |
| 2                                               | shfa                                            | 37,200,000                                      | لا يوجد                                         |                                                 | ترفيه                                           |
| 3                                               | AboFlah                                         | 39,000,000                                      | لا يوجد                                         |                                                 | ترفيه                                           |
| 4                                               | قناة طيور الجنة                                 | 29,400,000                                      | طيور الجنة                                      | القناة الرسمية لقناة طيور الجنة                 | ترفيه                                           |
| 5                                               | mmoshaya                                        | 22,300,000                                      | لا يوجد                                         | مالك القناة محمد مشيع الغامدي\| ترفيه           |                                                 |
| 6                                               | فلاد ونيكي                                      | 21,500,000                                      | لا يوجد                                         | النسخة العربية الرسمية لقناة فلاد ونيكي         | ترفيه                                           |
| 7                                               | Rotana                                          | 21,000,000                                      | روتانا                                          | القناة الرسمية لروتانا                          | موسيقى                                          |
| 8                                               | noor stars                                      | 19,800,000                                      | لا يوجد                                         | مالكة القناة نور نعيم                           | ترفيه                                           |
| 9                                               | شبكة العاب العرب                                | 17,600,000                                      | لا يوجد                                         |                                                 | العاب                                           |
| 10                                              | الريماس                                         | 17,200,000                                      | لا يوجد                                         |                                                 | موسيقى                                          |
| 16                                              | AlJazeera Arabic قناة الجزيرة                   | 15,500,000                                      | قناة الجزيرة                                    | القناة الرسمية لقناة الجزيرة العربية            | أخبار                                           |
| 11                                              | حقائق وأسرار                                    | 14,600,000                                      | لا يوجد                                         |                                                 | ترفيه                                           |
| 12                                              | Mohamed Ramadan I محمد رمضان                    | 14,500,000                                      | لا يوجد                                         | القناة الرسمية لمحمد رمضان                      | موسيقى                                          |
| 13                                              | سعد لمجرد                                       | 14,200,000                                      | لا يوجد                                         | القناة الرسمية لسعد لمجرد                       | موسيقى                                          |
| 14                                              | Narins Beauty                                   | 13,800,000                                      | لا يوجد                                         | مالكة القناة نارين عمارة                        | ترفيه                                           |
| 15                                              | BanderitaX                                      | 12,700,000                                      | لا يوجد                                         | مالك القناة بندر مدخلي                          | العاب                                           |
| 16                                              | العربية AlArabiya                               | 11,900,000                                      | مركز تلفزيون الشرق الأوسط                       | القناة الرسمية لقناة العربية                    | أخبار                                           |
| 17                                              | ناز \| Naz                                      | 11,800,000                                      | لا يوجد                                         |                                                 | ترفيه                                           |
| 18                                              | joe HaTTab                                      | 11,100,000                                      | لا يوجد                                         |                                                 | ترفيه                                           |
| 19                                              | Rawan and Rayan                                 | 10,600,000                                      | لا يوجد                                         |                                                 | ترفيه                                           |
| 20                                              | Hayla TV                                        | 9,100,000                                       | لا يوجد                                         | مالكة القناة هيلا غزال                          | ترفيه                                           |
| 21                                              | MBC GROUP                                       | 8,920,000                                       | مركز تلفزيون الشرق الأوسط                       | القناة الرسمية لإم بي سي                        | ترفيه                                           |
| 22                                              | متع عقلك                                        | 8,790,000                                       | لا يوجد                                         |                                                 | ترفيه                                           |
| 23                                              | MjrmGames                                       | 8,670,000                                       | لا يوجد                                         |                                                 | ألعاب                                           |
| 24                                              | شي ان                                           | 30                                              | لايوجد                                          |                                                 | مسلسلات                                         |
| 25                                              | Ahmad Aburob                                    | 8,14 مليون                                      | لايوجد                                          |                                                 | متنوع                                           |
| 26                                              | انس وأصاله                                      | 14,4مليون                                       | لايوجد                                          |                                                 | متنوع                                           |

## انظر ايضاً
- الفيديو سريع الانتشار
- قائمة قنوات يوتيوب الأكثر اشتراكا